# Fie ce-o fi
Fie ce-o fi este un single lansat de cântăreața Dara în colaborare cu cântărețele românce Inna,Antonia și trupa moldovenească Carla's Dreams. Melodia a fost lansată pe 29 august 2014 și a fost scrisă de Alla Dontu, managerul Darei și solistul trupei Carla's Dreams.
Melodia marchează prima colaborare a Innei cu Antonia,precum și a doua colaborare cu Carla's Dreams după piesa P.O.H.U.I. De-asemenea este a treia colaborare a Darei cu Carla's Dreams. Piesa a avut un succes moderat în România, în timp ce în Republica Moldova a avut un mare succes.

## Videoclipul
Filmările videoclipului au avut loc la București în regia lui John Perez,cu asistența lui Bogdan Daragiu și a fost lansat în aceeași zi cu single-ul pe canalul de YouTube al casei de discuri Global Records. Acțiunea videoclipului are loc în anii '20 și le prezintă pe cele trei cântărețe în ținute vintage și elegante cântând melodia pe scenă, alături de o orchestră și un pianist care nu-și arată fața, care ar putea fi solistul trupei Carla's Dreams.

## Clasamente
| Țară (clasament)    | Poziția maximă |
| ------------------- | -------------- |
| Airplay Top 100     | 55             |
| MediaForest (radio) | 4              |